# Gobierno Ciucă
El gobierno de Ciucă es el vigésimo sexto ejecutivo de la República de Rumanía tras la revolución rumana de 1989, el segundo de la IX legislatura.
El Gabinete de Ciucă es el primer gobierno de rotación que tomó el poder en Rumania, cuyos miembros son el Partido Ssocialdemócrata (PSD), el Partido Nacional Liberal (PNL) y la Unión Democrática de Húngaros en Rumania (UDMR). Suponiendo que la coalición no se disuelva mientras tanto, como sucedió con el gabinete anterior de una manera que condujo a la crisis política rumana de 2021, Nicolae Ciucă del PNL ocupará el cargo de primer ministro hasta mediados de 2023. Luego, el cargo pertenecería al PSD hasta las próximas elecciones de 2024.
El gobierno de Nicolae Ciucă fue un gobierno de mayoría absoluta formado por la alianza política Coalición Nacional por Rumanía (CNR), que suma el 65% de los diputados y senadores del Parlamento rumano, formando una mayoría absoluta, apoyados por diputados del Grupo Parlamentario de Minorías Nacionales, totalizando el 4% de los diputados y senadores, por lo que la confianza otorgada en el voto de investidura fue 69%.
En cumplimiento del acuerdo de formación de gobierno de 2021 el primer ministro Nicolae Ciucă renunció el 12 de junio de 2023, lo que significa que el estado del gobierno se ha convertido en interino, y se nombrará a una persona del gobierno de Rumania para asumir el cargo de primer ministro con un papel interino hasta el toma de posesión de un nuevo gobierno.

## Formación del gobierno
En octubre de 2021, tras la desconfianza del gobierno de Cîțu, se inició una crisis política para la definición de una mayoría capaz de apoyar un nuevo ejecutivo.
Tras consultas con los partidos, el 11 de octubre, el presidente de Rumania, Klaus Iohannis, encargó al líder de Unión Salvar Rumanía (USR), Dacian Cioloș, para formar un nuevo gobierno. El primer ministro designado expresó su intención de reconstituir la alianza con el Partido Nacional Liberal (PNL) y la Unión Democrática de Húngaros en Rumania (UDMR) que habían apoyado al gobierno anterior, pero las negociaciones entre las tres fuerzas que tuvieron lugar el 13 de octubre terminaron sin acuerdo. El 15 de octubre, el líder del PNL, Florin Cîțu, reiteró que el PNL no votaría a un gobierno dirigido por Cioloș. Ante la imposibilidad de reparar las relaciones entre los dos partidos, Cioloș decidió presentarse en el parlamento por su confianza en un gobierno en minoría. El resultado de la votación de las cámaras confirmó la falta de mayoría a favor del presidente de la USR, que el 20 de octubre obtuvo 88 votos a favor y 184 en contra.
El rechazo prolongó la crisis política, mientras que Cîțu se mostró dispuesto a entrar en discusiones con todas las fuerzas parlamentarias, a excepción de la AUR, para formar un gobierno compuesto únicamente por representantes del PNL con el apoyo externo de los demás partidos. La nueva ronda de consultas con el jefe de Estado el 21 de octubre condujo al nombramiento como nuevo primer ministro de Nicolae Ciucă (PNL). Las negociaciones con el Partido Socialdemócrata (PSD) y la USR, sin embargo, no llegaron a un acuerdo debido a la negativa de las dos formaciones a apoyar externamente a un primer ministro del PNL sin participar en el gobierno. El 29 de octubre, el PNL validó la lista de ministros que Ciucă habría presentado al parlamento para la investidura de su gobierno, pero el 1 de noviembre el primer ministro designado renunció a su cargo ante la imposibilidad de establecer una mayoría parlamentaria.
Entre el 3 y el 4 de noviembre la dirección del PNL volvió a reunirse con la del PSD y la USR para discutir la posibilidad de formar un gobierno de coalición. El 4 de noviembre, el jefe de Estado declaró que convocaría a nuevas consultas sólo cuando las partes pudieran garantizar la constitución de una mayoría estable.
El 8 de noviembre, la oficina política nacional del Partido Nacional Liberal (PNL) aprobó el inicio de negociaciones con el Partido Socialdemócrata (PSD) y la Unión Democrática de Húngaros en Rumania (UDMR) con 48 votos contra 22, excluyendo una nueva alianza con la Unión Salvar Rumanía (USR). Las negociaciones comenzaron al día siguiente, de los primeros acuerdos surgió la hipótesis de un gobierno de rotación entre el PNL y el PSD, pero ambas partes intentaron imponer a su propio representante como primer ministro inicial, elemento que ralentizó las negociaciones. El 18 de noviembre de 2021, la oficina ejecutiva del PNL nombró por unanimidad a Nicolae Ciucă como su propuesta para el cargo de primer ministro. Las negociaciones con el PSD, por lo tanto, se reanudaron bajo su dirección.
El 22 de noviembre, la dirección del PSD aceptó la concesión del PNL del primer ministro para el primer período de un año y medio hasta 2023. El mismo día, las delegaciones del PNL, PSD y UDMR se presentaron conjuntamente a las consultas convocadas por el presidente Iohannis, mientras que la USR prefirió abandonar las conversaciones con el jefe de Estado. Al final de las reuniones, el presidente de Rumanía volvió a designar a Nicolae Ciucă, primer ministro acordado por los tres partidos de la nueva mayoría.
El primer ministro designado transmitió el programa y el equipo de gobierno a las cámaras el 23 de noviembre, mientras que los ministros dialogaron con las comisiones parlamentarias al día siguiente. En la mañana del 25 de noviembre, los tres partidos de la mayoría y los parlamentarios de las asociaciones de minorías étnicas firmaron el protocolo de colaboración que definía los criterios de funcionamiento de la alianza, rebautizada como “Coalición Nacional por Rumanía”.
El gobierno de Ciucă recibió el voto de investidura del parlamento el 25 de noviembre de 2021 (318 a favor y 126 en contra) y prestó juramento ante el presidente de Rumanía el mismo día.

## Cronología
El 22 de noviembre de 2021, Nicolae Ciuca fue nombrado primer ministro por segunda vez. Los días 22 y 23 de noviembre de 2021, los partidos políticos constituyentes del gobierno anunciaron su composición.
También el 23 de noviembre de 2021, los tres partidos políticos demostraron su mayoría parlamentaria votando candidatos conjuntos para los cargos de Presidente de las Cámaras del Parlamento: el presidente de la Cámara de Diputados, Marcel Ciolacu, afiliado al PSD y el presidente del Senado, Florin Cîțu, afiliado al PNL. Si bien la Cámara de Diputados ya no tenía un presidente de pleno derecho debido a la renuncia del ex primer ministro Ludovic Orban, el Senado destituyó a la presidenta Anca Dragu y fue reemplazada el mismo día por el entonces primer ministro interino Florin Cîțu.
El 24 de noviembre de 2021 se celebraron audiencias de los ministros propuestos en las comisiones parlamentarias. Todos los ministros fueron validados a través de audiencias. El 25 de noviembre de 2021, el gobierno fue sometido a un voto de confianza en el Parlamento rumano (recibiendo 318 votos 'a favor' y 126 'en contra'), la ceremonia de juramento tuvo lugar en Cotroceni y el decreto se publicó en el Boletín Oficial.
El 8 de diciembre de 2021, se estableció el cargo ministerial de Secretario General del Gobierno en el Gobierno Nicolae Ciuca. El cargo está ocupado por Marian Neacsu, afiliada al Partido Socialdemócrata. El 15 de diciembre de 2021, Florin Roman renunció como ministro de Investigación, Innovación y Digitalización. Luego, el cargo fue asumido de forma interina por el ministro de Energía, Virgil Popescu.
El 28 de enero de 2022, después de un mes de la renuncia de Florin Roman, el ministro de Fondos Europeos en los gobiernos Orban I y Orban II, Marcel Bolos, fue investido como ministro de Investigación, Innovación y Digitalización por el presidente de Rumania Klaus Iohannis en el Palacio Cotroceni. El 7 de abril de 2022, Dan Vîlceanu renunció como ministro de Fondos Europeos. El cargo es asumido de forma interina por Ioan-Marcel Bolos, quien anteriormente ocupó el ministerio. El 3 de mayo de 2022, Marcel Bolos se convirtió en ministro de Proyectos Europeos y el diputado Sebastián Burduja ministro de Digitalización.
El 23 de junio de 2022, Adrian Chesnoiu renunció como ministro de Agricultura, después de ser acusado de corrupción, abuso de poder y manipulación con la participación de empleados estatales. El 8 de julio de 2022, dos semanas después de la renuncia de Adrian Chesnoiu, Petre Daea volvió a ser ministro de Agricultura después de más de cinco años.
El 28 de julio de 2022, tras el discurso del primer ministro húngaro, Viktor Orban, en Băile Tușnad, dos presidentes de las ramas del PNL argumentaron que la UDMR debe renunciar a las carteras ministeriales que él tiene y unirse a la Oposición Parlamentaria. Luego, el presidente de Rumania también pidió explicaciones a la organización política UDMR para responder sobre el discurso del jefe del ejecutivo húngaro.
El 29 de septiembre de 2022, Sorin Cîmpeanu renunció al cargo de ministro de Educación, luego de un año y medio de su gestión en este cargo, siendo acusado de plagio. El 3 de octubre de 2022, Ligia Deca fue designada e investida por el presidente Klaus Iohannis como Ministra de Educación.
El 24 de octubre de 2022, Vasile Dîncu renunció al cargo de ministro de Defensa Nacional, luego de 11 meses en el cargo, siendo asumido de manera interina por el primer ministro de Rumania, Nicolae Ciucă. El 31 de octubre de 2022, una semana después de la partida de Vasile Dîncu, Angel Tîlvăr se convirtió en ministro de Defensa Nacional.
El 12 de junio de 2023, en una conferencia de prensa del Gobierno de Rumania, Nicolae Ciucă anunció que presentará su renuncia a la sede de la Administración Presidencial de Rumania, para que se inscriba en el registro. El gobierno solo puede llevar a cabo los actos necesarios, con carácter interino hasta que un nuevo gabinete de ministros comience a ejercer el poder ejecutivo en Rumanía. Sobre la base de un acuerdo político firmado por el PNL, el PSD y la UDMR, asume el cargo un nuevo gobierno presidido por un primer ministro del PSD.

## Gabinete Ministerial
El gobierno de Ciucă cuenta con el apoyo de una coalición formada por Partido Nacional Liberal (centro-derecha), Partido Socialdemócrata (centro-izquierda) y la Unión Democrática Húngara de Rumanía (regionalistas). En el momento de la investidura, la mayoría tenía 209 de 330 diputados (igual al 63,33% de los escaños en la Cámara de Diputados de Rumania) y 94 de los 136 senadores (igual al 69,11% de los escaños en Senado).     Independiente     Partido Nacional Liberal     Unión Democrática de Húngaros en Rumania     Partido Socialdemócrata

### Primer ministro del Gobierno de Rumanía
| Fotografía | Primer ministro | Período                 | Período             | Partido | Partido |
| Fotografía | Primer ministro | Inicio                  | Fin                 | Partido | Partido |
| ---------- | --------------- | ----------------------- | ------------------- | ------- | ------- |
|            | Nicolae Ciucă   | 25 de noviembre de 2021 | 12 de junio de 2023 |         |         |
|            | Cătălin Predoiu | 12 de junio de 2023     | 15 de junio de 2023 |         |         |

### Vice primeros ministros del Gobierno de Rumanía
| Fotografía | Vice primer ministro | Período                 | Período             | Partido | Partido |
| Fotografía | Vice primer ministro | Inicio                  | Fin                 | Partido | Partido |
| ---------- | -------------------- | ----------------------- | ------------------- | ------- | ------- |
|            | Sorin Grindeanu      | 25 de noviembre de 2021 | 15 de junio de 2023 |         |         |
|            | Hunor Kelemen        | 25 de noviembre de 2021 | 15 de junio de 2023 |         |         |

### Ministerios
| Ministerio                                    | Fotografía | Titular                   | Período                  | Período                  | Partido | Partido |
| Ministerio                                    | Fotografía | Titular                   | Inicio                   | Fin                      | Partido | Partido |
| --------------------------------------------- | ---------- | ------------------------- | ------------------------ | ------------------------ | ------- | ------- |
| Agricultura y Desarrollo Rural                |            | Adrian Chesnoiu           | 25 de noviembre de 2021  | 23 de junio de 2022      |         |         |
| Agricultura y Desarrollo Rural                |            | Sorin Grindeanu           | 23 de junio de 2022      | 8 de julio de 2022       |         |         |
| Agricultura y Desarrollo Rural                |            | Petre Daea                | 8 de julio de 2022       | 15 de junio de 2023      |         |         |
| Cultura                                       |            | Lucian Romașcanu          | 25 de noviembre de 2021  | 15 de junio de 2023      |         |         |
| Defensa Nacional                              |            | Vasile Dîncu              | 23 de diciembre de 2020  | 24 de octubre de 2022    |         |         |
| Defensa Nacional                              |            | Nicolae Ciucă             | 24 de octubre de 2022    | 31 de octubre de 2022    |         |         |
| Defensa Nacional                              |            | Angel Tîlvăr              | 31 de octubre de 2022    | Al Próximo Gobierno      |         |         |
| Desarrollo, Obras Públicas y Administración   |            | Attila Cseke              | 25 de noviembre de 2021  | 15 de junio de 2023      |         |         |
| Deportes                                      |            | Carol-Eduard Novak        | 25 de noviembre de 2021  | 15 de junio de 2023      |         |         |
| Economía                                      |            | Marius-Constantin Budăi   | 25 de noviembre de 2021  | Al Próximo Gobierno      |         |         |
| Educación                                     |            | Sorin Cîmpeanu            | 25 de noviembre de 2021  | 29 de septiembre de 2022 |         |         |
| Educación                                     |            | Ligia Deca                | 29 de septiembre de 2022 | Al Próximo Gobierno      |         | Ind.    |
| Emprendimiento y Turismo                      |            | Constantin-Daniel Cadariu | 25 de noviembre de 2021  | Al Próximo Gobierno      |         |         |
| Energía                                       |            | Virgil Popescu            | 25 de noviembre de 2021  | 15 de junio de 2023      |         |         |
| Familia, Juventud e Igualdad de Oportunidades |            | Gabriela Firea            | 25 de noviembre de 2021  | Al Próximo Gobierno      |         |         |
| Finanzas                                      |            | Adrian Câciu              | 25 de noviembre de 2021  | 15 de junio de 2023      |         |         |
| Interior                                      |            | Lucian Bode               | 15 de junio de 2022      | 15 de junio de 2023      |         |         |
| Inversiones y Proyectos Europeos              |            | Dan Vîlceanu              | 25 de noviembre de 2021  | 7 de abril de 2022       |         |         |
| Inversiones y Proyectos Europeos              |            | Marcel Boloș              | 7 de abril de 2022       | 15 de junio de 2023      |         |         |
| Investigación, Innovación y Digitalización    |            | Florin Roman              | 25 de noviembre de 2021  | 15 de diciembre de 2021  |         |         |
| Investigación, Innovación y Digitalización    |            | Virgil Popescu            | 15 de diciembre de 2021  | 28 de enero de 2022      |         |         |
| Investigación, Innovación y Digitalización    |            | Marcel Boloș              | 28 de enero de 2022      | 3 de mayo de 2022        |         |         |
| Investigación, Innovación y Digitalización    |            | Sebastian Burduja         | 3 de mayo de 2022        | 15 de junio de 2023      |         |         |
| Justicia                                      |            | Cătălin Predoiu           | 25 de noviembre de 2021  | 15 de junio de 2023      |         |         |
| Medio Ambiente, Agua y Bosques                |            | Barna Tánczos             | 25 de noviembre de 2021  | 15 de junio de 2023      |         |         |
| Relaciones Exteriores                         |            | Bogdan Aurescu            | 25 de noviembre de 2021  | 15 de junio de 2023      |         | Ind.    |
| Salud                                         |            | Alexandru Rafila          | 23 de octubre de 2019    | Al Próximo Gobierno      |         |         |
| Secretario General del Gobierno               |            | Marian Neacșu             | 7 de diciembre de 2021   | 15 de junio de 2023      |         |         |
| Trabajo y Solidaridad Social                  |            | Florin Spătaru            | 25 de noviembre de 2021  | 15 de junio de 2023      |         |         |
| Transporte e Infraestructura                  |            | Sorin Grindeanu           | 25 de noviembre de 2021  | Al Próximo Gobierno      |         |         |